# Hendrik Janssen
Hendrik Janssen, ook wel Hendrik Jansz. (Groningen, ca. 1573 – ?, na 1620) was een koopman in dienst van de VOC. Hij leidde in de beginjaren van de VOC het kantoor in Pattani in Maleisië en het kantoor in Ayutthaya in Siam.

## De factorij in Pattani

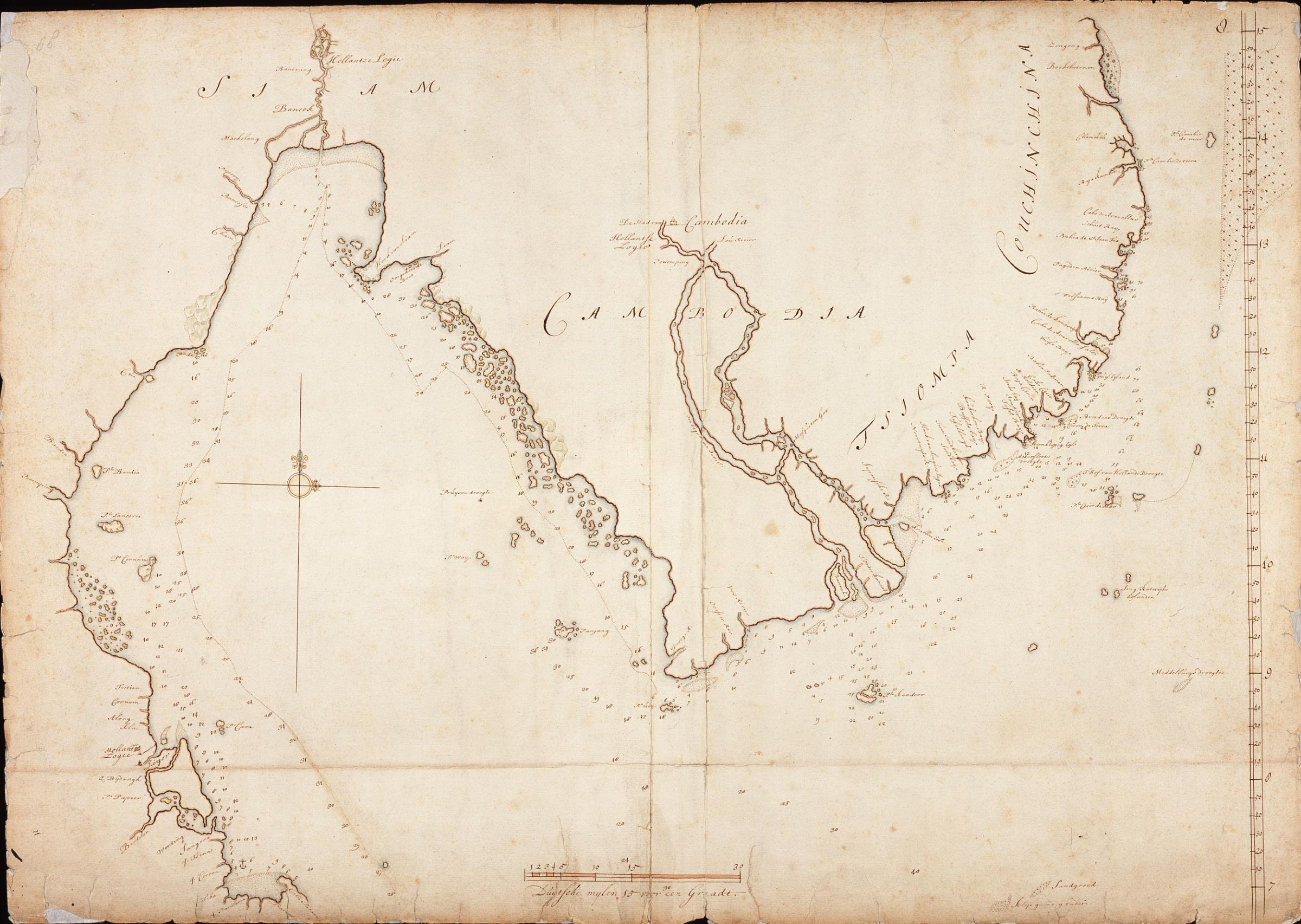
Maleisië (met Pattani onderin net niet zichtbaar), Siam, Cambodja, Tsjompa en Cochinchina.

Behalve dat hij uit Groningen kwam, wat een uitzondering was tussen de Hollanders en Zeeuwen in de VOC, is over Hendrik Janssens jeugd niets bekend. Hij vertrok rond 1598 naar Indië, vermoedelijk met wat de tweede schipvaart wordt genoemd. Deze was uitgereed door de Oude Compagnie, een van de voorcompagnieën, en stond onder leiding van Jacob van Neck. In 1601 of 1602 was Janssen in Pattani, een vazalstaat van Siam. Hier had Van Neck in november 1601 een verbond gesloten met de koningin van Pattani, Ratoe Hijau, om een 'huys' te mogen bouwen en handel te drijven. Er kon peper worden ingekocht, maar ook 'costelycke cleetgens' die in de Molukken en Banda geruild konden worden tegen kruidnagels en foelie. Ook 'schoon coperwerc van veelderley fatsoen' zoals gongen en bekkens, waar op de eilanden Timor en Solor vraag naar was, maar vooral ook zijde ('de proffytelyckste coopmanschap, die in Indien gedaen wordt') en porselein die werd aangeboden door jonken uit China. In China zelf was handel voor buitenlanders verboden. Ook sappanhout (Biancaea sappan) en herten- en roggenvellen uit Siam waren er te koop. In 1602 waren er daarom al drie concurrerende Nederlandse factorijen gevestigd, en toen na oprichting van de VOC Steven van der Hagen in 1603 met een vloot naar Indië zeilde was een van zijn opdrachten het vestigen van twee hoofdzetels in Azië, de ene in Bantam en de andere in Pattani. In 1604 werd daar de eerste factorij van de VOC gesticht, die op den duur ook de handel van Bantam naar zich toe zou moeten trekken. Janssen maakte al deze ontwikkelingen mee en maakte carrière. Toen in augustus 1607 het opperhoofd Michielsz. overleed was hij als onderkoopman diens voorlopige plaatsvervanger, totdat de ervaren Victor Sprinckel het in november overnam. In oktober had Janssen onder meer het gezantschap van de koning van Siam (Ekathotsarot, of ook wel Sanphet III) ontvangen. Dit gezantschap was onder begeleiding van Cornelis Specx onderweg naar de Republiek voor een bezoek aan de stadhouder Maurits, die in de beginperiode van de VOC aan Aziatische vorsten vaak werd voorgesteld als de koning van Nederland (onsen Coninck). Dat werd ook gedaan door Sprinckel in een brief aan de shogun Tokugawa Ieyasu, die werd meegegeven aan Melchior van Santvoort die na een bezoek aan Pattani terugging naar Japan.
In 1609 arriveerden twee schepen van de vloot van Pieter Verhoeff, de Rode Leeuw met Pijlen en de Griffioen, die op weg waren naar Japan met een brief van Maurits zelf. De schepen, de eerste expeditie naar Japan sinds de Liefde, met aan boord onder andere Jacques Specx, hadden nauwelijks koopwaar bij zich en kregen daarom in Pattani wat ruwe zijde, lood en peper aan boord om 'enigen schyn, van dat wy daer begeerden te handelen ende een comptoir te stichten' te laten blijken. Het resultaat van het door Van Santvoort bemiddelde bezoek van twee ambassadeurs aan het hof van de shogun was de stichting van de VOC-factorij in Hirado.
Ondanks het oorspronkelijke plan kwam in de loop der jaren het zwaartepunt van de VOC-handel niet in Pattani maar in Bantam te liggen. Toen eerst Janssen en daarna ook Sprinckel in 1610 wilden repatriëren vanwege de achteruitgang van de handel werd Janssen op 1 januari 1611 tot koopman en opvolger van Sprinckel benoemd. Hoewel hij toen al in Bantam was werd hij daartoe overgehaald door Pieter Both, die als eerste gouverneur-generaal uit de Republiek overkwam met te weinig ervaren kooplieden. Hij moest 'alsulcke, die men daer toe can verwilligen' blijven gebruiken. Janssen keerde dat jaar dus toch weer terug naar Pattani.

## Opperhoofd

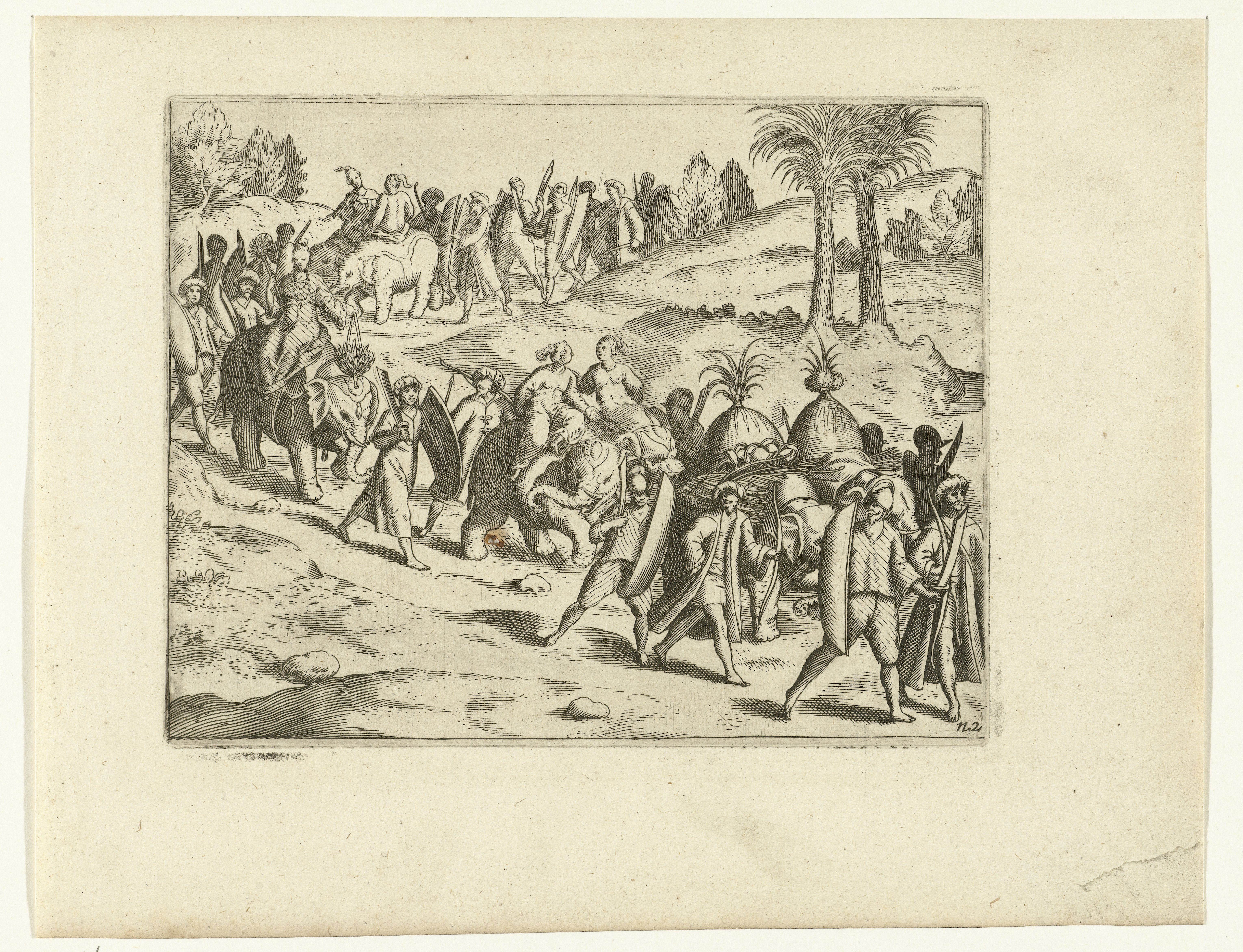
Optocht van de koningin van Pattani in 1602, met 4000 soldaten en 156 versierde olifanten.

Als opperhoofd van Pattani sloot Janssen een contract met de radja van Ligor om daar en in het kleinere Sangora tolvrij handel te kunnen drijven met de Chinezen, die Pattani begonnen te mijden vanwege knevelarij door het hof. Wel moest hij zelf meerdere malen met koningin Hijau kostbare leningen afsluiten om de Chinese waar te kunnen blijven kopen. Vanuit Bantam werd te weinig contant geld gestuurd, terwijl vooral met de Chinese zijde in Japan veel geld verdiend kon worden. Ook de roggenvellen brachten veel op, met een inkoopprijs van rond de 3 gulden en een verkoopprijs van ruim 100. Directe handel tussen China en Japan was door de Ming-autoriteiten verboden. Ook kreeg Janssen concurrentie van de Engelse EIC, die met haar schip de Globe onder leiding van de voormalige VOC-kooplieden Pieter Willemsz (Peter Floris) en Lucas Antheunisz in juli 1612 in Pattani arriveerde om daar en in Siam factorijen te stichten. Men wilde er katoenen stoffen uit India verkopen. Ondanks dat Janssen zoals velen een hekel had aan de Engelsen, die altijd zaken probeerden te doen onder dekking van de Nederlanders, bood hij ze onderdak aan, misschien al in de nieuwe brandveilige loge die hij dat jaar in Pattani liet bouwen. Ook in Sangora liet hij 'een cleijn huysken' bouwen 'van cleynnen prijs'. Eveneens in juli 1612 zond hij het schip de Hazewind vol met zijde en andere stoffen ter waarde van 26.000 gulden naar Hirado, waar Jacques Specx al tijden klaagde dat de verwachting van de Japanners niet werd waargemaakt door het achterwege blijven van 'cargasoenen' (handelswaar en contanten).
Na afloop van zijn dienstverband in december 1613 in Bantam aangekomen werd Janssen door Pieter Both wederom overgehaald naar Pattani terug te gaan, nu als opperkoopman en lid van de Raad van Indië. Zijn opvolger Abraham van den Broeck had zich namelijk misdragen, en Janssen, 'aldaer wonder bemindt, bekent ende ervaren', liet zich 'naer veel weijgeringhe' opnieuw voor drie jaar aannemen. Hij kreeg ook de leiding over de kantoren in Siam, Ligor en Sangora. De handel daar bleef echter tegenvallen. Janssen deed zijn best dat ten goede te keren. Hij bouwde voort op de eerste contacten met Borneo en knoopte handelsbetrekkingen aan met Cambodja en Cochin China (het huidige Vietnam), weer vooral om Chinese artikelen te bemachtigen, maar er rezen in Bantam en bij de Heren XVII steeds meer twijfels over het nut van Pattani als leverancier of tussenstop voor de handel op China en Japan. De Chinese jonken kwamen ook naar Siam en inmiddels ook naar Bantam. Nog beter zou het natuurlijk zijn om in China zelf, of in ieder geval 'naeder by de wercken' een kantoor te hebben. In 1622 zou dat gebeuren op de Pescadores (Penghu-eilanden), en daarna op Formosa. Toen de directeur-generaal Jan Pieterszoon Coen plannen maakte om Pattani en andere kantoren in de regio op te heffen vroeg Janssen in oktober 1616 om ontslag bij de VOC om na een 19-jarige dienst terug te keren naar Nederland. Dat ontslag werd hem in april 1617 verleend. Door een ziekte belemmerd vertrok hij pas in oktober 1618 naar het nieuwe VOC-hoofdkantoor in Jacatra, op het schip de Zwarte Leeuw.

## De Zwarte Leeuw en de stichting van Batavia

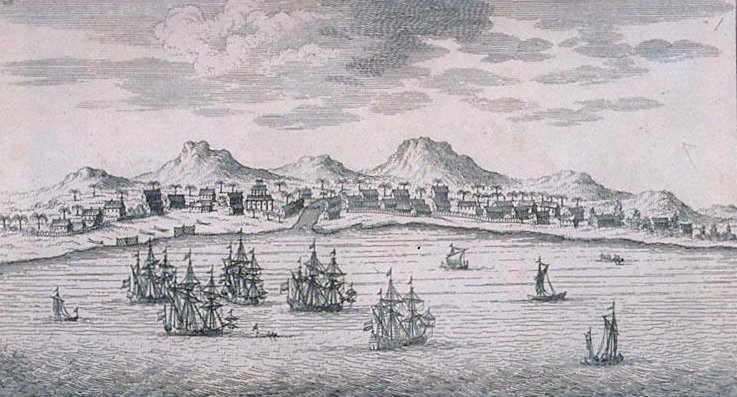
Jacatra.

Inmiddels waren op de Banda-eilanden Engelse schepen die het monopoliecontract van de VOC probeerden te ontduiken in beslag genomen en waren Engelse kooplieden gevangen gezet. Nathaniel Courthope en zijn mannen werden op Pulau Run belegerd. Een grote Engelse vloot onder Sir Thomas Dale, met ook aan boord het terugkerende opperhoofd van de Engelse factorij te Bantam John Jourdain, arriveerde eind 1618 in de Javazee en zon op wraak. Toen de met zijde, peper en rijst volgeladen Zwarte Leeuw in zicht kwam werd Janssen op 14 december uitgenodigd voor een bezoek aan het Engelse admiraalschip. Eenmaal aan boord werd hij gevangen genomen, en die nacht werd de Zwarte Leeuw door vier Engelse schepen omsingeld en met alle goederen in beslag genomen. De schepelingen kwamen bij de vorst van Bantam in gijzeling. Coen, inmiddels gouverneur-generaal, sloeg terug door de nieuwe Engelse factorij in Jacatra in brand te steken. De daaropvolgende zeeslag voor de kust eindigde onbeslist, waarna Coen met de VOC-schepen naar Ambon vertrok om daar hulp te gaan halen. Op 1 februari tekenden de in Fort Jacatra achtergebleven Pieter van den Broecke en zijn Raad een capitulatieverdrag met de Engelsen en de vorst van Jacatra, onder voorwaarde dat alle Nederlanders op Engelse schepen mochten vertrekken naar de Coromandelkust van India. Nu verscheen echter de vorst van Bantam met een vloot prauwen met duizenden krijgers voor Jacatra. Hij deed de Nederlanders via onderhandelaars een voorstel voor overgave van het fort aan Bantam. De onderhandelaars waren Hendrik Janssen en twee metgezellen. Van den Broecke en zijn Raad weigerden op het voorstel in te gaan, waarop Janssen en zijn metgezellen niet meer wilden terugkeren naar Bantam. Ondanks dat de gijzelaars in Bantam uiteindelijk niets werd aangedaan werd dit Janssen later kwalijk genomen door Coen. Toen deze in mei terugkwam uit Ambon veroverde hij Jacatra en stichtte naast Fort Jacatra Batavia. Dale bleek met de Engelse vloot te zijn vertrokken naar de Coromandelkust voor andere handelsbelangen.

## 'Revenge' op de Engelsen

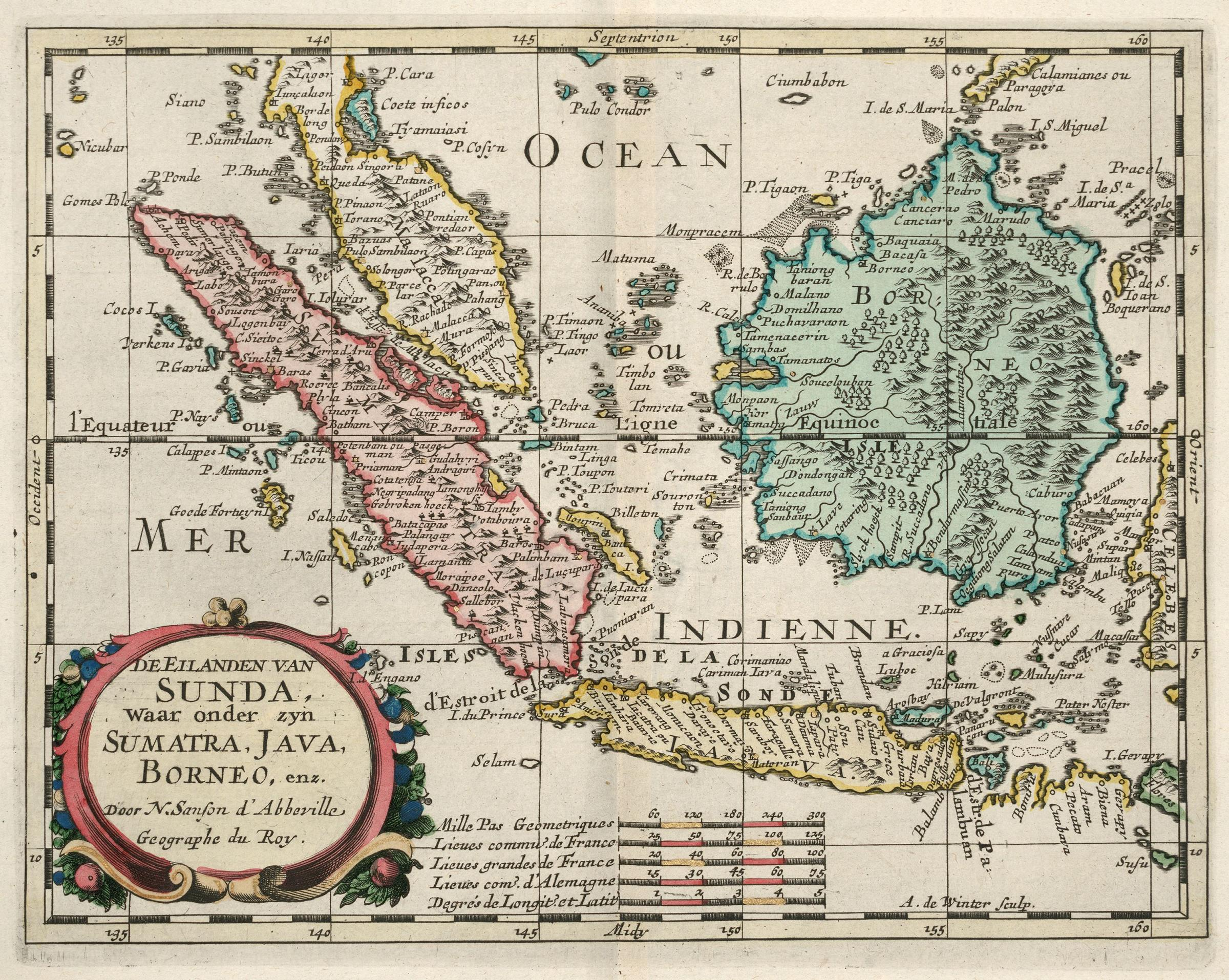
Java, Sumatra, Maleisië en Borneo.

Hoewel Coen niet te spreken was over Janssens verlies van de Zwarte Leeuw en zijn gedrag bij de belegering van fort Jacatra kreeg hij van hem gelegenheid om 'zijn eere te repareeren ende revenge van de Engelsche te bekomen'. Hij vertrok in juli 1619 als commandeur van drie schepen (de Engel, de Morgenster en de Bergerboot) naar Pattani en Japan om handelswaar en rijst voor de forten te kopen, en om twee Engelse schepen te achterhalen, de Sampson en de Hound onder John Jourdain, die de noodlijdende Engelse factorijen in Pattani en Siam wilden versterken. Hij moest zich van de schepen, en alle andere die ze tegen kwamen, meester maken '’t sy dan met behendicheyt off met gewelt, ende soo eenige compt te veroveren, sult het volck wel tracteeren ende de goederen onder behoorlijcken inventaris (by d’Engelsen oock getekent) overnemen'.
Voor Pattani raakten de schepen met elkaar slaags, waarbij de Engelsen het onderspit dolven. Nadat zij de witte vlag hadden gehesen kwamen de Sampson met Jourdain en de Engel met Janssen langszij. Toen Jourdain aan dek verscheen om te onderhandelen werd hij doodgeschoten door een Nederlandse scherpschutter. Volgens Janssen en Coen was de kogel afgevuurd vanaf de Morgenster, en was die nog niet op de hoogte van de Engelse overgave, maar de Engelsen geloofden dat niet. 'Our noble minded President was slain in parley with Henrie Johnson' en 'The President had sounded a parley and in talking with Hendrike Johnson recieved his death wound with a musket', schreven bemanningsleden later. Kwade tongen in Engeland beweerden zelfs dat Coen de opdracht had gegeven. 'General John Peter Sacone gave Hendrike Jansen a gold chain worth 1400 guilders, putting it himself around his neck'. Inderdaad beloonde de Raad van Indië Janssen later met 'een goude ketting van 600 Gld.', maar dat was een standaard beloning voor bewezen diensten van officieren en opperhoofden, die niet zoals matrozen gelegenheid hadden hun eigen beloning te bewerkstelligen door middel van plundering. De Raad oordeelde anders over de dood van 'Jan Jardijn'. Bij de verovering van de schepen waren veel documenten buitgemaakt, en Coen schreef aan de Heren XVII: 'Alle haer bosen handel, met de Coningen van Bantam en Jacatra tegen ons beleyt en onderleyt, hare grote onbeschaemde logenen en bosen aert, connen in dese pampieren openbaerlyck zien'.
In december 1619 kon Hendrik Janssen eindelijk terugkeren naar Groningen. De retourvloot bestond dat jaar uit twee schepen, de Dordrecht en de Westvriesland. Janssen op de Dordrecht en Adam Westerwoldt op de Westvriesland waren beurtelings commandeur in de scheepsraad, ofwel de Brede Raad. In januari vertrokken de schepen. Op 13 augustus 1620 kwam de Dordrecht na een voorspoedige reis aan in Zeeland. Hierna verdwijnt Janssen uit de archieven van de VOC, en daarmee uit de historie.